# Ps

ps (от англ. process status) — программа в UNIX, Unix-подобных и других POSIX-совместимых операционных системах, выводящая отчёт о работающих процессах.

## Синтаксис
```
ps [опции]

```

- Опции, отбирающие процессы для отчёта:
  - A :	все процессы;
  - a :	связанные с конкретным терминалом, кроме главных системных процессов сеанса, часто используемая опция;
  - N :	отрицание выбора;
  - d :	все процессы, кроме главных системных процессов сеанса;
  - e :	все процессы;
  - p:	только перечисленные процессы (следом указывается один или несколько PID);
  - f : расширение информации;
  - T :	все процессы на конкретном терминале;
  - a :	процессы, связанные с текущим терминалом, а также процессы других пользователей;
  - r :	информация только о работающих процессах;
  - x : процессы, отсоединённые от терминала;
  - u : выбор идентификатора(ов) эффективного пользователя;
  - U : выбор идентификатора(ов) реального пользователя.
  - o : позволяет определить свой формат вывода (после -o добавляем pid,comm,tty)

## Выводимая информация
Столбцы:
- UID : идентификатор пользователя;
- PID : идентификатор процесса;
- PPID : идентификатор родительского процесса;
- C : приоритет процесса, используемый планировщиком задач;
- STIME : время старта процесса;
- TTY : терминал, с которым связан данный процесс;
- RSS : размер страниц памяти;
- TIME : процессорное время, занятое этим процессом;
- CMD : команда, запустившая данный процесс «с некоторыми опциями выводит и каталог, откуда процесс был запущен»;
- STAT : состояние, в котором на данный момент находится процесс;
- WCHAN : для спящего процесса, это адрес функции ядра, где он сейчас находится; если процесс выполняется, то "-".

Опция o позволяет указать набор столбцов в ответе:
```
ps -o pid,user,command
```

## Параметры STAT
- R : процесс выполняется в данный момент;
- S : процесс ожидает (т.е. спит менее 20 секунд);
- I : процесс бездействует (т.е. спит больше 20 секунд);
- D : процесс ожидает ввода-вывода (или другого недолгого события), непрерываемый;
- Z : zombie или defunct процесс, то есть завершившийся процесс, код возврата которого пока не считан родителем;
- T : процесс остановлен;
- W : процесс в свопе;
- < : процесс в приоритетном режиме;
- N : процесс в режиме низкого приоритета;
- L : real-time процесс, имеются страницы, заблокированные в памяти;
- s : лидер сессии.

## Примеры использования
```
# ps
PID  TTY      TIME     CMD
2643 pts/0    00:00:00 su
2644 pts/0    00:00:00 bash
3092 pts/0    00:00:00 ps
```

```
# ps ax
PID TTY      STAT   TIME COMMAND
1   ?        S      0:01 init [3]
2   ?        SN     0:00 [ksoftirqd/0]
3   ?        S<     0:00 [events/0]
4   ?        S<     0:00 [khelper]
5   ?        S<     0:00 [kblockd/0]
29  ?        S      0:00 [pdflush]
```

```
# ps af
PID  TTY      STAT   TIME COMMAND
2617 pts/0    Ss     0:00 -bash
2643 pts/0    S      0:00  \_ su -
2644 pts/0    S      0:00      \_ -bash
3100 pts/0    R+     0:00          \_ ps af
2176 tty6     Ss+    0:00 /sbin/mingetty tty6
2175 tty5     Ss+    0:00 /sbin/mingetty tty5
```